# Сапега, Франтишек Ксаверий
Князь Франтишек Ксаверий Сапега  (пол. Franciszek Ksawery Sapieha, 1741/1746 — 30 января 1806 или 10 февраля 1808) — государственный и военный деятель Великого княжества Литовского, последний воевода смоленский (1791—1793) и мерецкий (1793—1795).

## Биография
Представитель коденской линии литовского магнатского рода Сапег герба «Лис». Третий сын воеводы мстиславского Игнацы Сапеги (до 1721—1758) и Анны Красицкой (1707—1751). Имел братьев Яна, Юзефа и Каетана Михаила.
В 1750-х годах Франтишек Ксаверий Сапега учился в Варшаве, затем начал военную карьеру. В 1763 году получил звание поручика пятигорской хоругви, в 1768 году стал полковником.
По протекции своего племянника Казимира Нестора Сапеги в 1791 году Франтишек Ксаверий Сапега получил титулярную должность воеводы смоленского и Орден Святого Станислава. Считался противником принятия новой польской конституции 3 мая 1791 года. Стал членом Тарговицкой конфедерации в Великом княжестве Литовском.
В 1793 году стал первым и единственным воеводой мерецким в Великом княжестве Литовском.

## Семья и дети
Франтишек Ксаверий Сапега был дважды женат. В 1768 году женился на Терезе Суфчинской (1744—1827), от брака с которой имел четырех сыновей и трёх дочерей:
- Януш Александр (1775—1825)
- Николай (1779—1843)
- Павел (1781—1855)
- Александр
- Текла, жена старосты мстиславского Игнацы Цетнера
- Анна Агнешка, жена воеводы поморского Юзефа Майера
- Барбара

В 1796 году развелся с первой женой и вторично женился на Касильде Залеской (ум. 1808), от брака с которой детей не имел.